# Wanda Tuchock
Wanda Tuchock (née le 20 mars 1898 à Pueblo, Colorado et morte le 10 février 1985 à Woodland Hills) est une scénariste, réalisatrice et productrice américaine.

## Filmographie

### comme scénariste
- 1928 : Mirages (Show People)
- 1930 : Billy the Kid de King Vidor
- 1931 : Le Champion (The Champ) de King Vidor
- 1931 : La Courtisane (Susanne Lenox (Her Rise and Fall))
- 1931 : Pur-sang (Sporting Blood) de Charles Brabin
- 1932 : Captive (Letty Lynton)
- 1932 : L'Oiseau de paradis (Bird of Paradise)
- 1932 : Little Orphan Annie
- 1933 : Sa femme (No Other Woman) de J. Walter Ruben
- 1933 : La Revanche du cœur (Bed of Roses) de Gregory La Cava
- 1934 : Filles d'Amérique (Finishing School)
- 1935 : Tempête au cirque (O'Shaughnessy's Boy) de Richard Boleslawski
- 1935 : Grande Dame (Grand Old Girl) de John S. Robertson
- 1938 : Hawaii Calls
- 1939 : The Llano Kid
- 1940 : Youth Will Be Served (en)
- 1941 : For Beauty's Sake
- 1944 : Et voilà la vie (This Is the Life) de Felix E. Feist
- 1944 : Ladies of Washington
- 1944 : Sunday Dinner for a Soldier
- 1945 : La Grande Dame et le Mauvais Garçon (Nob Hill)
- 1945 : Within These Walls
- 1947 : L'Amour au trot (The Homestretch)
- 1947 : La Fière Créole (The Foxes of Harrow)
- 1952 : Road Runners
- 1955 : The Living Swamp

### comme réalisatrice
- 1934 : Filles d'Amérique (Finishing School)

### comme productrice
- 1952 : Road Runners